# Келене
Келене (рум. Călene) — село у повіті Алба в Румунії. Адміністративно підпорядковане місту Куджир.
Село розташоване на відстані 259 км на північний захід від Бухареста, 29 км на південь від Алба-Юлії, 105 км на південь від Клуж-Напоки.

## Населення
За даними перепису населення 2002 року у селі проживали 100 осіб, усі — румуни. Усі жителі села рідною мовою назвали румунську.